# Islám na Kubě

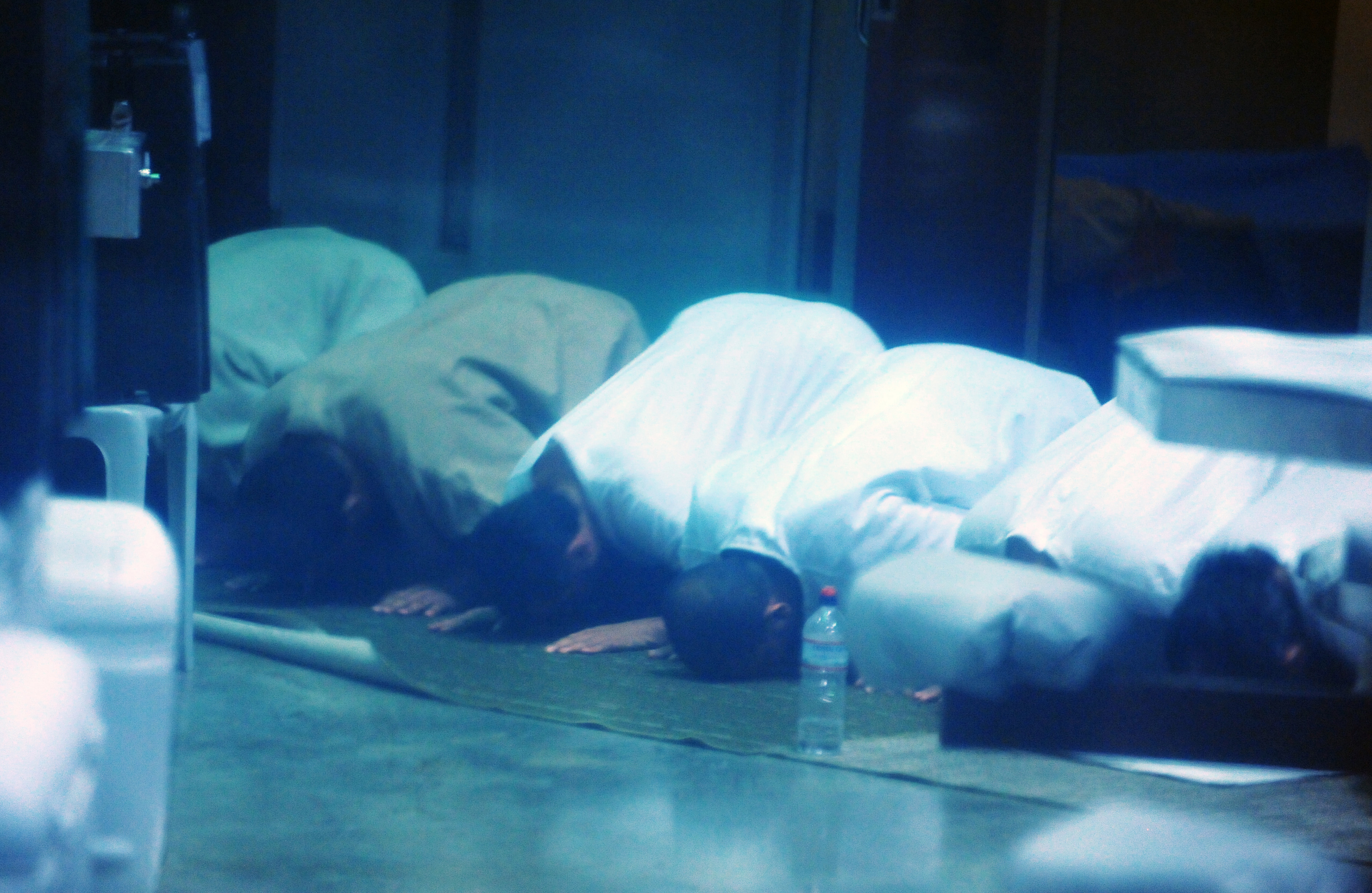
Vězni muslimského vyznání při modlitbě ve věznici na americké základně Guantanamo Bay.

Islám na Kubě není příliš zastoupen. Z celkové zhruba jedenáctimilionové populace ostrova jej vyznává 0,008 % populace; k této víře se přihlásilo celkem 907 osob. Toto číslo však je napadáno, vzhledem k tomu, že vláda se snaží vytvářet dojem o Kubě jako o ateistickém státu.
Na ostrově se nenachází jediná mešita, vzhledem k tomu, že to neumožňují protinábožensky zaměřené zákony psané v duchu socialismu a marxismu. Představitelé muslimské světové ligy se pokoušejí s Kubánci domluvit a umožnit vznik náboženské organizace, jež by podpořila zdejší islámskou komunitu a výhledově prosazovala povolení budovat náboženské stavby sloužící k účelům muslimů.
V současné době tak slouží věřícím havanský Arabský dům Casa de los Árabes, převážně k pátečním modlitbám a funguje též i jako centrum kubánské muslimské komunity. Jeho majitelem je bohatý arabský imigrant, žijící na Kubě; podporují jej též i některé blízkovýchodní země.